# 香川県立善通寺支援学校
香川県立善通寺支援学校（かがわけんりつぜんつうじしえんがっこう）は、香川県善通寺市にある県立特別支援学校。病弱児を教育対象とする。

## 概要
小学部、中学部、高等部から構成されている。四国こどもとおとなの医療センターに隣接しており、入院または通院しながら通学が可能である。(以前は香川小児病院に隣接)

## 沿革
- 1974年（昭和49年） - 国立香川療養所の隣に香川県立善通寺養護学校が開校。
- 2013年（平成25年） - 善通寺病院と香川小児病院が統合し、四国こどもとおとなの医療センターが開院したため善通寺養護学校も現在の場所へ移転。
- 2023年（令和5年）4月1日 - 香川県立善通寺支援学校に校名変更[1]。

## 校訓
強く　明るく

## 学部
- 小学部
- 中学部
- 高等部